# Škoda Auto Vysoká škola
Die Škoda Auto Vysoká škola (ŠAVŠ) ist eine private Wirtschaftshochschule in Mladá Boleslav in Tschechien.
Die Hochschule wurde im Jahr 2000 von der Firma Škoda Auto gegründet. Sie war die erste unternehmenseigene Hochschule in der Tschechischen Republik. Zum Studienangebot gehören Studiengänge aus dem Bereich Wirtschaft und Management. Seit dem Jahr 2005 nimmt die Hochschule im Erasmus-Programm teil.

## Ausbildungszentrum
Das Ausbildungszentrum ŠAVŠ Na Karmeli befindet sich im historischen Zentrum der Stadt Mladá Boleslav, die sich etwa 50 Kilometer nordöstlich der Tschechien Hauptstadt Prag befindet. Die Hochschule ist seit dem Jahr 2007 Teil des Ausbildungszentrums ŠAVŠ Na Karmeli, das am 20. September 2007 feierlich geöffnet wurde. Dieses Ausbildungszentrum gliedert sich in ein historisches Gebäude und einen Neubau. Zum historischen Teil gehören die Kirche St. Bonaventura und das ehemalige piaristiche Kloster, in dem sich die Hochschulbibliothek und die Lesesäle befinden. Im Neubau ist der Sitz der Škoda Auto Vysoká škola.

## Studenten

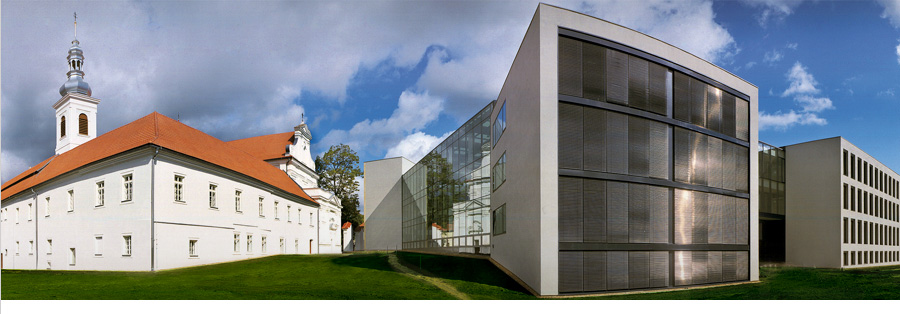
Ausbildungszentrum Na Karmeli

Anzahl der Studenten zum 22. Oktober 2009:
- 606 Studenten im Vollzeit-Studienprogramm,
- 351 Studenten im Teilzeit-Studienprogramm.

## Studiengänge
Im Jahr 2009/2010 wurden Bachelor-Studiengänge in der Fachrichtung Wirtschaft angeboten:
- Betriebswirtschaft und Management des Handels*
- Betriebswirtschaft und Management der Betriebsabteilung*
- Betriebswirtschaft und Finanzmanagement*

Magister-Studiengänge werden auch in der Fachrichtung Wirtschaft angeboten:
- Globale Unternehmung und Finanzleitung des Betriebs*
- Globale Unternehmung und Marketing*
- Betriebswirtschaft und Management der Betriebsabteilung*
- Globale Unternehmung und Recht*

* inoffizielle Übersetzung der Studiengänge
Die Hochschule bietet auch zwei akkreditierte Magister-Studiengänge in Englisch an:
- Corporate Finance Management in the Global Environment
- Marketing Management in the Global Environment